# Alopecosa mariae
Alopecosa mariae este o specie de păianjeni din genul Alopecosa, familia Lycosidae. A fost descrisă pentru prima dată de Dahl, 1908. Conține o singură subspecie: A. m. orientalis.